# 宮脇修
宮脇 修（みやわき おさむ、1928年〈昭和3年〉 - 2025年〈令和7年〉2月16日）は、日本の原型師・実業家。株式会社海洋堂の創設者。高知県幡多郡黒潮町（旧大方町）出身。長男は海洋堂顧問で元専務・社長の宮脇修一（みやわきしゅういち）。

## 経歴
1928年（昭和3年）、高知県幡多郡大方町（現・黒潮町）に生まれる。中国大陸に渡り15歳で南満洲鉄道に入社するが、日本の敗戦により18歳で日本へ引き揚げる。その後は30種以上の職を転々とするが、長男の宮脇修一が小学校に入学するのを機に、1964年（昭和39年）、大阪府守口市に模型店「海洋堂」を開業した。
開業当初は敷地面積1坪半という小さな模型屋だったが、斬新な発想と行動力・高度な造形技術を武器に事業を拡大させ、帆船模型ブームや戦車模型ブーム、ガレージキットブーム、フルタ製菓のチョコエッグブーム（食玩ブーム）などを引き起こし、海洋堂を世界的な模型メーカーへと押し上げた。
2005年（平成17年）、第9回文化庁メディア芸術祭功労賞を受賞。
95歳となった2023年（令和5年）現在も海洋堂の企業活動に参画しており、海洋堂フィギュアミュージアム黒壁龍遊館や海洋堂ホビー館四万十・海洋堂かっぱ館・海洋堂ホビーランドの館長を務めている。 
また、父親が創建し、自身にも縁のある高知県高岡郡四万十町打井川の馬之助神社に寄進をし、管理を行っている。
2023年（令和5年）11月9日、四万十町打井川に子供や高齢者の遊び場となる「かっぱランド」を創設する構想を掲げ、海洋堂本社と自宅のあった大阪府門真市から四万十町に移住した。
2025年2月16日、老衰のため大阪府内の施設で死去。96歳没。

## 著書
- 『創るモノは夜空にきらめく星の数ほど無限にある 海洋堂物語』（2003年5月20日、講談社） ISBN 978-4062118736
- 『海洋堂の50年を振り返って』（2014年4月18日、海洋堂）